# Meylan
Meylan je severno predmestje Grenobla in občina v vzhodnem francoskem departmaju Isère regije Rona-Alpe. Leta 2009 je naselje imelo 17.380 prebivalcev.

## Geografija
Kraj leži v pokrajini Daufineji 6 km severovzhodno od središča Grenobla.

## Uprava
Meylan je sedež istoimenskega kantona, v katerega so poleg njegove vključene še občine Corenc, Le Sappey-en-Chartreuse in La Tronche z 29.972 prebivalci.
Kanton Meylan je sestavni del okrožja Grenoble.

## Zanimivosti
- župnijska cerkev sv. Viktorja,
- ruševine srednjeveške trdnjave Château Corbeau,
- Boucle de la Taillat, ozemlje posebne občutljivosti narave.

## Pobratena mesta
- Didcot (Anglija, Združeno kraljestvo),
- Gonzales (Louisiana, ZDA),
- Planegg (Bavarska, Nemčija).